# Repetidor
Em informática, repetidor é um equipamento eletrônico utilizado para a interligação de redes idênticas, pois eles absorvem eletricamente os sinais e os retransmite pelo mesmo segmento no meio físico.    
Um repetidor atua na camada física do Modelo OSI (1). Não reconhece as informações recebidas e não realiza qualquer tipo de verificação, apenas recebe todos os sinais de cada uma das redes que interliga e os repete nas demais redes, sem realizar qualquer tipo de tratamento. A utilização deste dispositivo em uma rede local degenera o sinal no domínio digital e causa problemas de sincronismo entre as interfaces de rede.
Repetidores são utilizados para estender a transmissão de ondas de rádio, por exemplo, redes wireless, WiMAX e telefonia móvel.
O repetidor serve como ponte do sinal wireless.